# Mickey Mansell
Michael "Mickey" Mansell (Dungannon, 31 augustus 1973) is een darter uit Noord-Ierland die de toernooien van de PDC speelt.

## Carrière
In de groepsfase van de Grand Slam of Darts 2024, waarop hij debuteerde, versloeg Mansell James Wade en Rowby-John Rodriguez. Hoewel hij in deze ronde verloor van Luke Humphries, had hij voldoende gepresteerd om door te mogen naar de knock-outfase. Hierin klopte hij Danny Noppert, waarmee hij zich plaatste voor zijn eerste kwartfinale op een hoofdtoernooi van de PDC. Door met een uitslag van 16-15 voorbij te gaan aan Cameron Menzies stroomde hij ook door naar de halve finale. Daarin zorgde Martin Lukeman voor zijn uitschakeling.

## Resultaten op wereldkampioenschappen

### PDC
- 2011: Voorronde (verloren van Preston Ridd met 0–4 in legs)
- 2013: Laatste 64 (verloren van Phil Taylor met 0–3)
- 2015: Laatste 64 (verloren van Kim Huybrechts met 0–3)
- 2019: Laatste 96 (verloren van Jim Long met 1–3)
- 2020: Laatste 96 (verloren van Seigo Asada met 0–3)
- 2021: Laatste 64 (verloren van Ricky Evans met 1–3)
- 2023: Laatste 64 (verloren van Peter Wright met 0–3)
- 2024: Laatste 64 (verloren van Brendan Dolan met 2–3)
- 2025: Laatste 64 (verloren van Jonny Clayton met 2–3)